# The Berrics
The Berrics ist ein privater Indoor-Skatepark im Besitz der professionellen Skateboarder Steve Berra und Eric Koston. Gleichzeitig wird eine Webseite betrieben, die Inhalte anbietet, die im Skatepark gefilmt wurden, sowie andere skateboardbezogene Medien. Der Name der Einrichtung ist ein Portmanteau der Namen der Gründer (das „Ber“ von Berras Nachnamen und das „ric“ von Kostons Vornamen).

## Geschichte

### Gründung: 2007 – 2011
In einem Interview mit dem Pop-Magazin verriet Berra, dass ihm vor dem Start von The Berrics ein Millionen-Dollar-Deal angeboten worden war, um einen Film basierend auf einem von ihm geschriebenen Drehbuch zu drehen. Aufgrund von seinem Filmengagement für seinen Skateboard-Sponsor, den Alien Workshop, lehnte Berra das Angebot ab und begann später nach einer Zeit der Reflexion mit der Arbeit am Berrics-Konzept.
Berra und Koston kauften beide ein Gebäude für die Skateboardanlage aus eigenen Mitteln. Eines der Hauptziele für die Berrics-Anlage war es, ein Umfeld zu schaffen, in dem Skateboarder ihre Tricks üben konnten, um zu vermeiden, dass sie diese Zeit auf den Straßen von Kalifornien verbringen mussten, wo Skateboarding in den meisten Fällen illegal ist.
Nach der Gründung der Webseite Ende 2007 stieg die Bekanntheit schnell an, und laut The Wall Street Journal zog die Berrics im Januar 2009 mehr Besucher an als die Webseiten aller großen Skateboard-Magazine sowie der Action-Sportteil von ESPN.com.

### Neue Räumlichkeiten seit 2012
Am 7. Dezember 2012 wurde die Webseite geschlossen und eine temporäre Seite für die Besucher angezeigt – die Überschrift lautete „RIP The Berrics“ und anstelle der Standardoption „Enter The Berrics“ konnten die Besucher stattdessen auf eine Schaltfläche klicken, die „Exit the Berrics“ lautete. Die Seite enthielt auch ein kurzes Videosegment von mehreren Skateboardern, darunter Billy Marks, die Tricks in der Anlage vorführten, gefolgt von einer Knallkörperexplosion am Fuße eines der Treppenhäuser. Als auf den Button „Exit the Berrics“ geklickt wurde, erschien ein zweites Video, in dem der professionelle Skateboarder Felipe Gustavo eine Reihe von Tricks auf einer der Felsvorsprünge im Park vorführte.
Vor dem 7. Dezember 2012 wurde auf der Webseite eine Reihe von kurzen Videosegmenten mit dem Titel „Disclosure“ über einen Zeitraum von rund zwei Monaten präsentiert. Alle Videos waren absichtlich verschwommen, und während der Name des Skateboardfahrers im Video enthüllt wurde, war es für den Zuschauer schwierig zu erkennen, wo der Skateboarder die ein oder anderen Tricks ausführte, die auftreten würden. Zu den Top-Skateboardern gehörten Daewon Song, Nyjah Huston, Kenny Hoyle, Ishod Wair, Matt Miller und Kelly Hart.
Am 8. Dezember 2012 wurde The Berrics neu gestartet und die „RIP“-Seite durch eine Seite mit Filmmaterial vom professionellen Skateboarder Chad Muska ersetzt, der verrät, dass er sich in einer neuen Berrics-Anlage befindet – unter dem Videorahmen befand sich eine Schaltfläche mit der Aufschrift „Enter The New Berrics“. Beim Betreten der neuen Webseite gaben die Produzenten von The Berrics bekannt, dass eine neue Anlage gebaut und ein Videosegment vorgestellt wurde, in dem Koston die neuen Berrics mit Unterstützung anderer Skateboarder wie Shane O’Neill, Ronnie Creager, Derrick Wilson, Danny Montoya, Josh Murphy, Marquise Henry und Clint Peterson vorstellt.
In den folgenden Tagen wurde ein weiteres Video-Segment auf die Webseite hochgeladen, aus dem hervorging, dass die neue Anlage von der Firma California Skateparks gebaut wurde und dass Berra Fotos von tatsächlichen Straßen- und Stadtlagen gemacht hatte, die er während der Planungsphase in der neuen Anlage nachbilden wollte. Etwa zur gleichen Zeit erschien auch ein Video mit dem Titel „Full Disclosure“, das eine Zusammenstellung der bisherigen „Disclosure“-Clips enthielt, jedoch ohne den unscharfen Effekt und mit zusätzlichem Filmmaterial.

## Segmente
Seit ihrer Gründung hat die Webseite eine Reihe von Formaten entwickelt, die aus regelmäßig hochgeladenen Episoden bestehen, die in einem Abschnitt mit dem Titel „Daily Ops“ (das entspricht einer „News“-Sektion der meisten Internetseiten) vorgestellt werden. Neue Episoden einiger Features werden wöchentlich hochgeladen, während andere nach Fertigstellung hochgeladen werden.

### Wöchentlich
- Yoonivision[13][14]
- Gram Yo Selfie (früher „Text Yo'self Before You Wreck Yo'Self“)[15][16]
- Bangin’[17][18]
- Mikey Days"[19][20]
- Wednesdays with Reda[21][22]
- First Try Fridays[23][24]
- Instagrams of the Week (IOTW)[25]
- VHS (Visual History Selection)[26]

### Regelmäßig
- Off the Grid[27][28]
- For the Record[29][30]
- Field Ops[31][32]
- Est.[33][34]

### Specials
- YOUnited Nations[35][36]
- Shoot All Skaters[37][38]
- Battle Commander[39][40]
- Recruit[41][42]
- Weekendtage[43][44]
- Interrogated[45]
- Skate or Dice[46]

## Wettbewerbe

### Battle at the Berrics (BATB)

#### Battle at the Berrics
Im Jahr 2008 sponserte die Skateboardmarke DVS Shoes das erste Battle at the Berrics. Der Wettbewerb, der aus einem Profispiel von S.K.A.T.E. besteht, umfasste 32 Profi-Skater, die an einem Turnier im Stil eines Turnierbaums teilnahmen. Das Halbfinale und das Finale werden in Rahmen der „Finals Night“ am selben Tag ausgetragen. Zu den bekanntesten Teilnehmern gehörten Steve Berra, Eric Koston, Rob Dyrdek, Andrew Reynolds, Mike Carroll, Marc Johnson, Erik Ellington, PJ Ladd, Danny Montoya, Chris Roberts, Donovan Strain und Sean Malto.
Der erste Platz wurde von Mike Mo Capaldi erreicht, nachdem er Benny Fairfax besiegte. Der dritte Platz ging an Billy Marks.

#### Battle at the Berrics 2
Battle at the Berrics 2 ermöglichte es den Zuschauern des Berrics, für 32 von mehr als 150 Skateboardern auf der Webseite abzustimmen, wobei die beliebtesten eingeladen waren, die 32 Plätze des Turniers zu besetzen. Die beiden beliebtesten Skater waren Chris Cole und Daewon Song. Zu den Teilnehmern gehörten Paul Rodriguez, Cory Kennedy, Kelly Hart, Chris Haslam, Torey Pudwill, Jimmy Carlin, Greg Lutzka, Stefan Janoski, David Gonzalez, Kenny Anderson, Lucas Puig, Heath Kirchart, Jerry Hsu, Dennis Busenitz, Peter Ramondetta, Mike Vallely und viele weitere Skater.
Battle at the Berrics 2 wurde von Chris Cole gewonnen, der Paul Rodriguez besiegte. Cory Kennedy erreichte den dritten Platz.

#### Battle at the Berrics 3
Battle at the Berrics 3 begann im Jahr 2010 und wurde von der Firma DC Shoes gesponsert. Der Wettbewerb folgte dem gleichen Format wie die Vorgängerturniere und begann mit einem Match zwischen Cole und Joey Brezinski. Auf der Teilnehmerliste standen PJ Ladd, Danny Garcia, Johnny Layton, Gilbert Crockett, Caesar Fernandez, Benny Fairfax, Josiah Gatlyn, Brandon Biebel, Mark Appleyard, Shane O’Neill und Marty Murawski.
Battle at the Berrics 3 wurde von Rodriguez nach dem Sieg über Ladd gewonnen und O’Neill belegte den dritten Platz. In einem fast siebenminütigen Spiel gelang es Rodriguez nach einem beachtlichen Comeback, das Spiel zu gewinnen. Im Finale fungierte Tony Hawk als Schiedsrichter.

#### Battle at the Berrics IV
Battle at the Berrics IV, der vierte Teil des Wettbewerbs, wurde 2011 gestartet und trug den Untertitel „U.S. vs. THEM“. Das Thema des Wettbewerbs sah vor, dass amerikanische Skateboarder gegen Fahrer aus dem Rest der Welt antreten sollten. In der ersten Runde des Wettbewerbs traten sechzehn Skateboarder aus den Vereinigten Staaten von Amerika (Eric Koston, Paul Rodriguez, Sean Malto, Mike Mo Capaldi, PJ Ladd, Denis Busenitz, Peter Ramondetta, Tommy Sandoval, Tom Asta, Ishod Wair, Davis Torgerson, Ronnie Creager, Corry Kennedy, Chris Cole, Billy Marks, Torey Pudwill) gegen sechzehn Skateboarder aus dem Ausland an, darunter Brasilien (Rodrigo Tx, Luan Oliveira, Danilo Cerezini, Felipe Gustavo), das Vereinigte Königreich (Fairfax), Kanada (Morgan Smith, Wade Desarmo, Mark Appleyard), Kolumbien (David Gonzalez), Deutschland (Willow, Alex Mizurov, Lem Villemin), Schweden (Albert Nyberg), Australia (Shane O’Neill), Spanien (Enrique Lorenzo) und die Niederlande (Sewa Kroetkov).
Battle at the Berrics IV wurde von Morgan Smith (Kanada) gewonnen, nachdem er PJ Ladd (USA) besiegt hatte. Davis Torgerson (USA) erreichte den dritten Platz.

#### Battle at the Berrics V
Battle at the Berrics V, die fünfte Folge der Serie, trug den Untertitel „Team Berra vs. Team Koston“ und startete im Februar 2012 – sechzehn Skateboarder wurden für den Wettbewerb als Teil der jeweiligen Teams von Berra und Koston ausgewählt. Die Auswahl der Teams wurde in einem Videosegment auf der Berrics Website veröffentlicht, in dem Berrics Gastgeber Steezus Christ die Aufsicht über Berra und Koston übernahm, während sie die Namen nach Reihenfolge auswählten.
Die Teams für Battle at the Berrics V waren wie folgt:
Team Koston: Paul Rodriguez, Davis Torgeson, Tom Asta, Marquise Henry, PJ Ladd, Manny Santiago, Sean Malto, Trent McClung, Ishod Wair, Felipe Gustavo, Keelan Dadd, Tommy Fynn, Torey Pudwill, Evan Smith, Morgan Smith, and Moose.
Team Berra: Chris Cole, Shane O’Neill, Billy Marks, Ryan Decenzo, Jimmy Carlin, Sebo Walker, Ryan Pearce, Boo Johnson, Corey Kennedy, Matt Miller, Nyjah Huston, Ronnie Creager, Kevin Romar, Nick Tucker, Mike Mo Capaldi, and Theotis Beasley.
Battle at The Berrics 5 wurde von PJ Ladd gewonnen, nachdem er Mike Mo Capaldi besiegt hatte. Shane O’Neill wurde Dritter.

#### Battle at the Berrics 6
Battle at the Berrics 6, die sechste Wettbewerb der Serie, wird nach dem Thema „goofy versus regular“ gespielt, einem Hinweis auf die Haltung eines Skateboarders – d. h. „goofy“ ist der Name für Fahrer, die beim Skateboarden ihren rechten Fuß an die Spitze des Boards setzen, und „regular“ ist die entgegengesetzte Haltung.
Am 14. Januar 2013 wurde ein Video über die Berrics veröffentlicht, das die Teilnehmer der sechsten Folge von Battle at the Berrics enthüllt. Das von Berra präsentierte Video enthüllte, dass „Tausende“ von Menschen in Südkalifornien, in den zwei Wochen vor der Ankündigung gefragt wurden, wen sie im Wettbewerb sehen möchten. Die endgültige Auswahl der Skateboarder wurde dann gezeigt, mit entsprechendem Filmmaterial für jeden Teilnehmer – der Sponsor des Skaters erscheint in Klammern:
- Team Regular: Chaz Ortiz (Zoo York), Brad Cromer (Krooked), Moose (Deathwish), Bastien Salabanzi (Drool),[93] Keelan Dadd (DGK), Billy Marks (Toy Machine), Tom Asta (Mystery), Johnny Layton (Toy Machine), Carlos Ribeiro (Chocolate), PJ Ladd (Plan B), Nick Tucker (Expedition), Torey Pudwill (Plan B), Chris Cole (Zero), Keels (Toy Machine), Cory Kennedy (Girl), Mike Mo Capaldi (Girl), and Austyn Gillette (Habitat)
- Team Goofy: Shane O'neill (Skate Mental), Jereme Rogers (Selfish), Nyjah Huston (Element), Trent McClung (Element), Davis Torgerson (Real), Morgan Smith (Blind), Eric Koston (Girl), Dennis Busenitz (Real), Ishod Wair (Real), Wes Kremer (Sk8 Mafia), Manny Santiago (AMMO), Sewa Kroetkov (Blind), Felipe Gustavo (Plan B), David Gonzalez (Flip), Matt Miller (Expedition), and Paul Rodriguez (Plan B)[94]

Die letzten vier Teilnehmer waren O'neill, Capaldi, Rodriguez und Ladd, wobei sich die letzten beiden für das Finale qualifizierten. Ladd besiegte Rodriguez im Finale und gewann den Wettbewerb zum zweiten Mal in Folge.

#### Battle At The Berrics 7
Pros VS Joes' war der Name des 7. Wettbewerbs von BATB. 16 Amateur-Skateboarder wurden ausgewählt um jeweils gegen 16 Profi-Skater in der ersten Runde des Wettbewerbs anzutreten. Beginn war der 15. März 2014.
Das  Finale zwischen Luan Oliveira (Pro) und Cody Cepeda (Joe) wurde von Cepeda gewonnen, der im Finale keinen einzigen Buchstaben erhielt. Eric Koston besiegte Sewa Kroetkov im Spiel um den dritten Platz.

#### Battle At The Berrics 8
Die achte Folge von Battle at the Berrics endete mit Tom Asta, Sewa Kroetkov, Shane O’Neill und Cody Cepeda, die in der Finals Night antraten. Das Endspiel fand zwischen Kroetkov und O’Neill statt. Kroetkov gewann das Finale mit einem Hardflip Late Frontside 180 und sicherte sich seinen ersten Turniersieg von BATB.

#### Battle at the Berrics 9
Der neunte Wettbewerb von BATB trug den Titel „New Blood“ und beinhaltete eine Liste von Skatern, die noch nie zuvor im Wettbewerb waren. Diego Najera, Michael Sommer, Micky Papa und Youness Amrani schafften es bis zur Finals Night, wobei Najera und Papa es ins Finale schafften. Najera gewann BATB 9, während Amrani den dritten Platz belegte.

#### Battle at the Berrics X
Battle at the Berrics X erhielt den Titel „Best of the Best“ und umfasste eine Liste der „besten“ Skater aus den Wettbewerben der vergangenen Jahre. Chris Joslin traf im Finale auf den BATB 8-Sieger Sewa Kroetkov. In einem engen Spiel gewann Joslin mit einem Switch Frontside Shove-It Late Flip, um den Wettbewerb zu gewinnen. Shane O’Neill besiegte Nick Tucker im Spiel um den dritten Platz.

#### Battle at the Berrics 11
Battle at the Berrics 11 führte eine neue Regel ein: Jeder Skater erhielt einen Einspruch, den er nutzen konnte, wenn er mit der Entscheidung des Schiedsrichters nicht einverstanden war. Vor dem Wettbewerb wählten Mike Mo Capaldi (Team Mike Mo) und Chris Roberts (Team Crob) Teilnehmer aus die für ihr jeweiliges Team antreten. Im Halbfinale gewann Luan Oliveira  gegen Sewa Kroetkov und Chris Joslin besiegte Tom Asta. Kroetkov gewann das Spiel um Platz drei und besiegte Asta. Luan Oliveira (Mitglied des Teams Crob) besiegte Chris Joslin im Finale und wurde der Sieger von BATB 11.

#### Sieger
- 2008: Mike Mo Capaldi
- 2009: Chris Cole
- 2010: Paul Rodriguez
- 2011: Morgen Smith
- 2012: P. J. Ladd
- 2013: P. J. Ladd
- 2014: Cody Cepeda
- 2015: Sewa Kroetkov
- 2016: Diego Najera
- 2017: Chris Joslin
- 2018: Luan Oliveira

### Run & Gun
Im Juli 2013 wurde ein neuer Wettbewerb mit dem Titel „Run & Gun“ gestartet, bei dem geladene Wettbewerber eine 60-Sekunden-Sequenz von Tricks konzipieren und innerhalb von 24 Stunden im Berrics-Werk drehen. Die Zeit jedes Teilnehmers innerhalb der Berrics ist exklusiv und wird nicht mit den anderen Teilnehmern geteilt. Zum 11. August 2013 sind die Wettbewerber Shane O'neill, Curren Caples, David Gonzalez, Billy Marks, Manny Santiago, Madars Apse, Felipe Gustavo, Evan Smith, Ishod Wair, Andrew Reynolds, Wes Kremer, Dennis Busenitz und Torey Pudwill.
Die Zuschauer sind dafür verantwortlich, für jeden der 60-Sekunden-Läufe abzustimmen, und der Gewinner erhält 25.000 US-Dollar. Eine Berrics Jury wird auch 1.000 US-Dollar an den Teilnehmer vergeben, der während seines Laufs den besten Trick zeigt.
Am 21. Oktober 2013 wurde Felipe Gustavo als Gewinner des Run & Gun-Wettbewerbs bekannt gegeben und Madars Apse gewann den Best Trick Award für einen „Wallie Jam 50-50 on the handrail“.

### 2Up
The Berrics beauftragte die Firma CA Ramp Works mit dem Bau von fünf modularen Blöcken und 10 Skateboarder wurden eingeladen, ein Segment zu filmen, indem sie die Blöcke benutzten und den Manual-Trick (Skateboarden nur auf zwei Rollen) einführten. Skateboarder waren Joey Brezinski, Koston, Cole, Song und Youness Amrani, und der Gewinner wurde von den Fans der Webseite gewählt. Song wurde am 4. März 2014 zum Gewinner erklärt und erhielt eine Trophäe sowie 10.000 US-Dollar in bar.

### In Transition
Der Wettbewerb „In Transition“ fand im Oktober 2014 statt. The Berrics „wählte 10 der progressivsten Skater der Welt aus, um jeweils einen Ort auszuwählen – jeden Ort der Welt – und einen kompletten Teil des Films“, und die Zuschauer werden für den Gewinner stimmen.